# Longí de Cardala
Longí de Cardala   (segle V - 497 (Gregorià)) va ser un alt oficial de l'Imperi Romà d'Orient i líder de la revolta isàurica.

## Biografia
Longí va ser un dels nombrosos isauris que va ocupar càrrecs a l'administració imperial civil i militar amb l'emperador d'origen isauri Zenó. D'ell es deia que era ric i calb.
Nascut a Cardala, va ser nomenat magister officiorum a la fi del 484, després de la derrota dels rebels Il·los i Leonci. Va mantenir el càrrec fins a la mort de Zenó el 491. Després de la mort de l'emperador va començar una pugna per la successió entre Longí, el germà de Zenó, i Anastasi I, el candidat de l'emperadriu vídua Ariadna. Quan Anastasi va ser proclamat emperador, Longí de Cardala va ser destituït del seu càrrec.
Va ser un dels molts isauris desallotjats l'administració imperial, la qual cosa els va portar a començar la guerra isàurica (492-497). Longí de Cardala va tornar a Isàuria, on va reunir 15000 soldats, equipats i alimentats amb els subministraments reunits per Zenó. Amb els seus homes, Longí va atacar les ciutats de províncies pròximes, però va ser derrotat a la batalla de Cotièon (Kotyaion a Frígia) per un exèrcit imperial dirigit pels generals Joan l'Escita i Joan el Geperut.
Els isauris supervivents van fugir a les muntanyes del seu país i van mantenir la lluita durant els anys següents sota el comandament de Longí. No obstant això, el 497, Longí va ser capturat i executat per Joan el Escita. El seu cap va ser portat al llarg del carrer major de Constantinoble com a celebració de la victòria.